# Medar Shtylla
Medar Shtylla (* 28. Februar 1907 in Korça; † 20. Dezember 1963 in Tirana) war ein albanischer Politiker der Partei der Arbeit Albaniens (PPSh).

## Leben

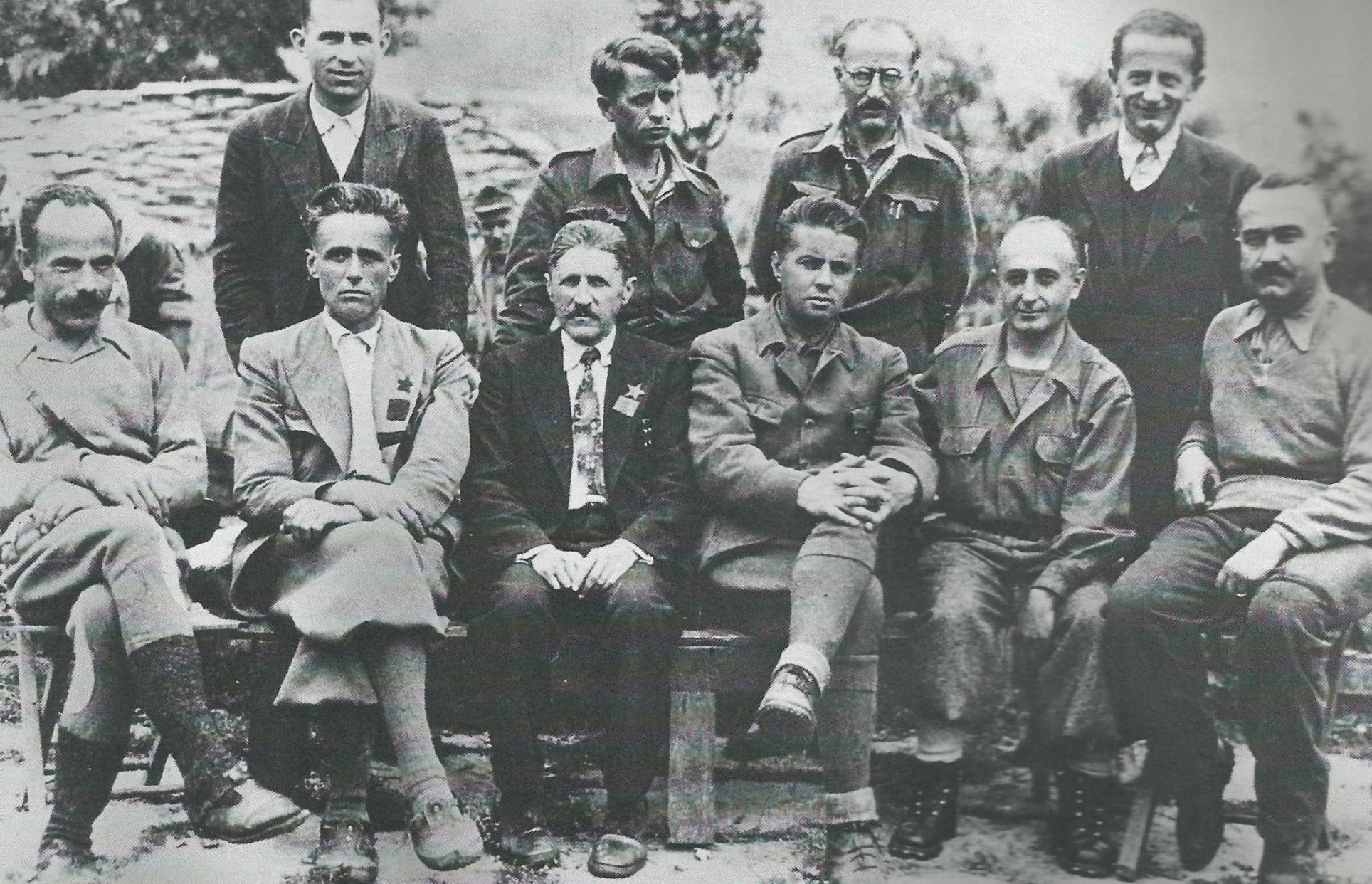
Shtylla ganz rechts mit anderen Mitgliedern der provisorischen Demokratischen Regierung (1944)

Er gehörte dem aus 118 Personen bestehenden Antifaschistischen Rat der nationalen Befreiung an, der im Mai 1944 vom Kongress von Përmet als Übergangsparlament gewählt wurde und den Kommunisten zur Machtübernahme verhalf. 1945 wurde er Mitglied der Konstituierenden Versammlung (Asamblea Kushtetuese). Am 15. März 1945 wurde er Wirtschaftsminister in der Regierung von Ministerpräsident Enver Hoxha.
1950 wurde er erstmals zum Abgeordneten der Volksversammlung (Kuvendi Popullor) gewählt und gehörte dieser als Vertreter für den Kreis Durrës von der zweiten bis zum Ende der fünften Wahlperiode 1966 an.
Am 24. Juli 1953 berief ihn Ministerpräsident Enver Hoxha zum Minister für öffentliche Gesundheit in dessen Kabinett. Diese Funktion übte er auch unter dessen Nachfolger Mehmet Shehu bis zum 24. Juni 1956 aus.
Shtylla war schließlich von Juni 1958 bis zu seinem Tod am 20. Dezember 1963 Präsident der Volksversammlung.